# 켄 클락

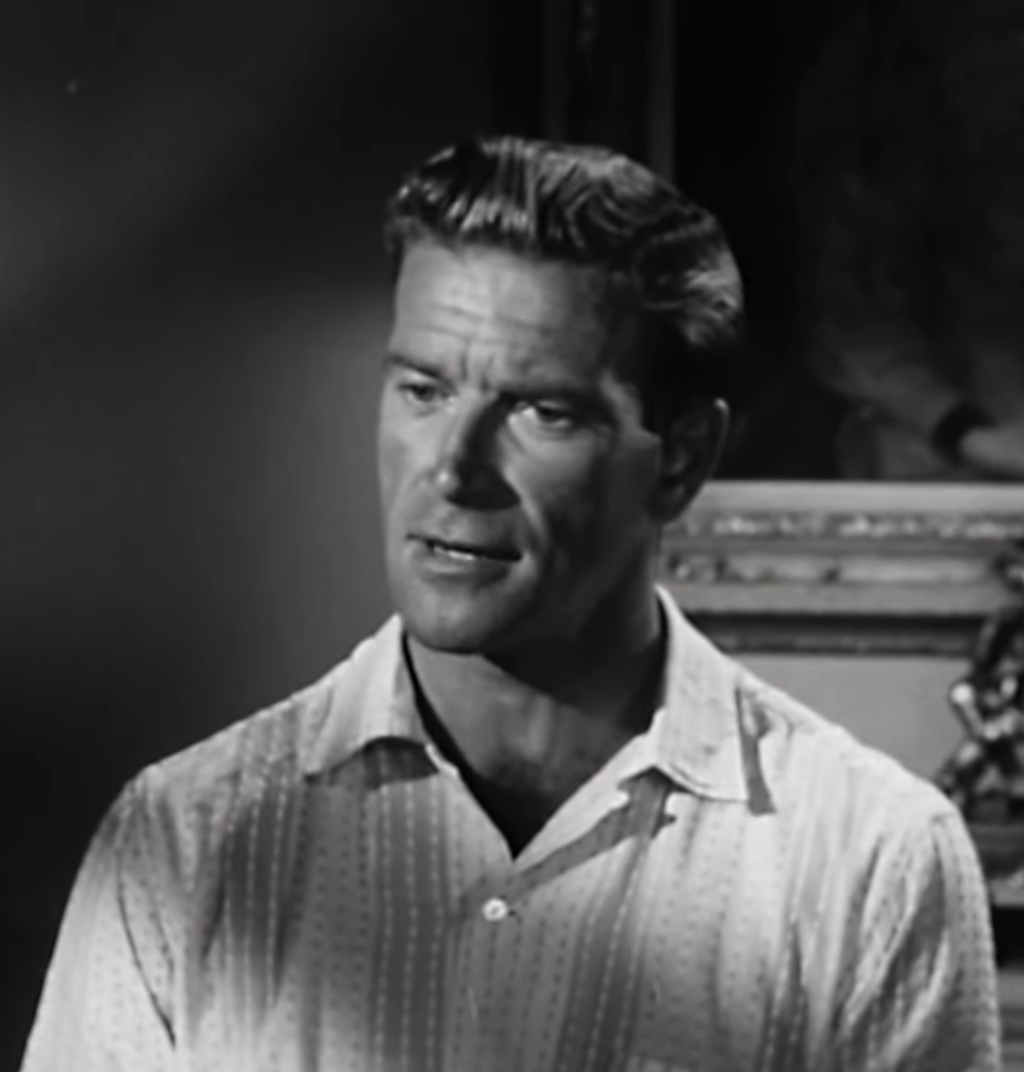

켄 클락(Ken Clark, 1927년 6월 4일 ~ 2009년 6월 1일)은 미국의 텔레비전, 영화 배우이다.

## 영화
- 렌트 (2005년)
- 사랑은 언제나 좋아 (2001년)